# Xã Union, Quận Union, Iowa
Xã Union (tiếng Anh: Union Township) là một xã thuộc quận Union, tiểu bang Iowa, Hoa Kỳ. Năm 2010, dân số của xã này là 1.224 người.